# 原村図書館
原村図書館（はらむらとしょかん）は長野県諏訪郡原村の公立図書館。1996年8月3日開館。

## 建物構造
- 所在地 : 〒391-0100 長野県諏訪郡原村字大沼12079番地1
- 構造 : 鉄筋コンクリート構造[1]
- 延床面積 : 925m2[1]

## 利用情報
- 開館時間 午前10時から18時15分
- 休館日 毎月月曜日、最終金曜日（祝日の場合はその前々日）、祝祭日（月曜日の場合は翌日も）、年末年始、蔵書点検期間（毎年10月に4日間程度）

1995年（平成7年）4月1日から、諏訪広域図書館情報ネットワークを構築し、諏訪地域6市町村（諏訪市（諏訪市図書館）、岡谷市（市立岡谷図書館）、茅野市（茅野市図書館）、下諏訪町（下諏訪町立図書館）、富士見町（富士見町図書館）、原村図書館）の資料が相互に利用できるようになった。

## 周辺
- 長野県道425号払沢富士見線
- 原村役場
- 原村警察官駐在所
- 原村保育所
- 原村立原小学校
- 原村立原中学校
- 原村診療所